# Ludowici
Ludowici – miasto w Stanach Zjednoczonych, w stanie Georgia, siedziba administracyjna hrabstwa Long.